# Aristocats
Aristocats (Originaltitel: The Aristocats) ist der 20. abendfüllende Zeichentrickfilm der Walt-Disney-Studios und erschien im Jahr 1970. Der Film kostete etwa 4 Millionen US-Dollar und spielte ungefähr 18 Millionen in den Kinos ein. Es ist zudem der erste Disney-Film, bei dessen Produktion Walt Disney nur noch als Ideengeber mitwirkte.

## Handlung
Im Paris des Jahres 1910 setzt die ebenso betagte wie vermögende Madame Adelaide Bonfamille ihre geliebte Katze Duchesse und deren Kinder Marie, Toulouse und Berlioz als Erben ein und enttäuscht mit diesem skurrilen Testament ihren Butler Edgar, der sich ebenfalls größere Chancen auf das Millionenerbe ausrechnete. Um diese Chancen zu wahren, lässt der Butler nun die begünstigte Katzenfamilie verschwinden, indem er sie weit entfernt von der Hauptstadt aussetzt. Dabei gerät er mit dem Bluthund Napoleon und dessen Basset-Freund Lafayette in Konflikt.
Der Film erzählt nun einem Abenteuerroman gleich vom Versuch der Katzenfamilie, wieder zurück nach Hause zu gelangen. Die stammbaumgeadelte Angorakatze Duchesse und ihre drei Kinder bestehen mit Humor und verschiedenen gesungenen Liedern zuletzt alle Herausforderungen und gelangen mit Hilfe des Straßenkaters Thomas O’Malley (vollständig: Abraham de Lacey Giuseppe Casey Thomas O’Malley) und den Gänsetouristinnen Amelia und Abigail Gabble wieder nach Paris zurück. Da die Kinder zu müde sind, bis zu Madame Bonfamilles Haus zu laufen, übernachten sie in Thomas’ Bleibe, einer Dachkammer, wo sie die Straßenkatzen-Band unter Führung von Thomas’ Freund Swingy kennenlernen. Duchesse und Thomas verlieben sich, Duchesse möchte aber Madame nicht verlassen, da sie und ihre Kinder deren einziger Lebensinhalt sind. Am nächsten Morgen verabschiedet sie sich schweren Herzens von Thomas.
Trotz der Warnungen der Maus Roquefort betritt die Katzenfamilie ihr Zuhause, Butler Edgar jedoch stülpt ihnen einen Sack über und versteckt sie bis zur geplanten Abholung nach Timbuktu im Stall von Froufrou, dem Pferd. Roquefort gelingt es, Thomas einzuholen, der sofort der Familie zu Hilfe eilt. Die Maus soll derweil Swingy und seine Straßenkatzen-Band zur Rettung organisieren. Der Zusammenarbeit der Tiere ist es zu verdanken, dass statt der Katzen der intrigante Butler in der Truhe nach Timbuktu verschickt wird. Thomas wird als „Mann im Haus“ in die Hausgemeinschaft aufgenommen.
Am Ende erfährt man, dass der Butler Edgar als eigentlicher Verwalter für das Erbe eingesetzt werden sollte. Da dieser aber nicht mehr auffindbar ist, vererbt Madame Bonfamille ihr gesamtes Vermögen an alle Katzen von Paris.

## Produktion
Aristocats ist der Film, an dessen Idee und Konzeption Walt Disney noch selbst beteiligt war, der aber dann vollständig ohne den 1966 gestorbenen Produzenten und Micky-Maus-Erfinder produziert wurde. Der Titel des Films ist ein Kofferwort aus Aristocrats und Cats und könnte als Edelkatzen übersetzt werden wie Edelleute.
Er war eine der ersten einer langen Reihe von Produktionen, die von Wolfgang Reitherman umgesetzt wurden. Mit einem Budget von vier Millionen US-Dollar und etwa 250 Beschäftigten zählte Aristocats zu den großen Projekten. Das Drehbuch war eine Gemeinschaftsarbeit von Larry Clemmons, Vance Gerry, Ken Anderson, Frank Thomas, Eric Cleworth, Julius Svendsen und Ralph Wright und basierte auf einer Geschichte von Tom McGowan und Tom Rowe. Für die Produktion wurden innerhalb von vier Jahren unter Milt Kahl, Ollie Johnston, Frank Thomas und John Lounsbery 325.000 Zeichnungen, 1125 Szenenbilder und 900 Hintergründe angefertigt und von Tom Acosta geschnitten.
Die Filmmusik komponierte George Bruns. Floyd Huddleston und Al Rinker schrieben Everybody Wants to Be a Cat, Terry Gilkyson war für Thomas O’Malley (gesungen von Phil Harris) verantwortlich und Richard und Robert B. Sherman verfassten She Never Felt Alone, Scales and Arpeggios sowie den Titelsong The Aristocats, der von Maurice Chevalier gesungen wurde. Der zu dieser Zeit bereits über 80-Jährige hatte sich eigentlich schon zurückgezogen, übernahm die Aufgabe aber gerne – auch als Verbeugung vor seinem Freund Walt Disney, für den er zuvor schon in einigen Filmen aufgetreten war.

## Synchronisation
Die deutsche Synchronbearbeitung entstand 1971 in den Ateliers der Simoton Film GmbH Berlin. Für Dialogbuch, Liedertexte und Synchronregie zeichnete Heinrich Riethmüller verantwortlich. Das Titellied sang Paul Kuhn.
| Rolle                         | Originalsprecher               | Deutsche Stimme                          |
| Thomas O’Malley               | Phil Harris                    | Edgar Ott                                |
| Duchesse                      | Eva Gabor Gesang: Robie Lester | Brigitte Grothum Gesang: Rosi Rohr       |
| Adelaide Bonfamille           | Hermione Baddeley              | Gisela Reißmann                          |
| Berlioz                       | Dean Clark                     | Steffen Müller                           |
| Marie                         | Liz English                    | Angelika Pawlowski                       |
| Toulouse                      | Gary Dubin                     | Ralph Richardt                           |
| Roquefort                     | Sterling Holloway              | Harry Wüstenhagen                        |
| Napoleon                      | Pat Buttram                    | Eduard Wandrey                           |
| Lafayette                     | George Lindsey                 | Walter Gross                             |
| Abigail Gabble                | Monica Evans                   | Erika Rehhahn                            |
| Amelia Gabble                 | Carole Shelley                 | Inge Wolffberg                           |
| Onkel Waldo                   | Bill Thompson                  | Peter Schiff                             |
| Georges Hautecourt            | Charles Lane                   | Herbert Weißbach                         |
| Edgar                         | Roddy Maude-Roxby              | Klaus W. Krause                          |
| Swingy                        | Scatman Crothers               | Klaus Havenstein                         |
| Siamkater (Shun Gon)          | Paul Winchell                  | Dieter Kursawe                           |
| Englischer Kater (Hit Cat)    | Lord Tim Hudson                | Ingo Osterloh                            |
| Italienischer Kater (Peppo)   | Vito Scotti                    | Oscar Sabo junior                        |
| Russischer Kater (Billy Boss) | Thurl Ravenscroft              | Michael Chevalier Gesang: Alfred Lohmann |
| Frou-Frou                     | Nancy Kulp                     | Inge Landgut                             |
| Küchenchef                    | Peter Renaday                  | Gerd Holtenau                            |
| Kraftfahrer                   | Peter Renaday                  | Dieter Kursawe                           |
| Kraftfahrer                   | Peter Renaday                  | Michael Chevalier                        |
| Milchmann                     | Peter Renaday                  | Manfred Meurer                           |

## Auszeichnungen
- 1971: Grammy (Nominierung)
- 1972: Sant Jordi
- 1973: Goldene Leinwand
- 1981: Goldene Leinwand mit Stern

## Kritik
„Die liebenswerten Abenteuer einer Katzenfamilie aus reichem Hause im Paris der Jahrhundertwende (…) Ein hübscher Disney-Zeichentrickfilm, der von den gut beobachteten Eigenheiten der Katzen lebt. Erfolgreich, aber nicht sonderlich originell werden Elemente früherer Disney-Filme kombiniert. Höhepunkt ist die furiose Dixieland-Nummer ‚Katzen brauchen furchtbar viel Musik‘“

## Hintergrund
Die meisten Namen der Charaktere in Aristocats sind Anspielungen auf bekannte Personen: Napoleon geht auf Napoleon Bonaparte zurück, Lafayette auf Marquis de La Fayette. Berlioz, Toulouse und Marie, die Namen der Katzenkinder, spielen jeweils auf Hector Berlioz, Henri de Toulouse-Lautrec und Maria Callas an, alle drei sind musikalisch bzw. künstlerisch begabt.
Die Rolle von Onkel Waldo war die letzte Rolle für Bill Thompson, der kurz nach dem Kinostart des Films, am 15. Juli 1971, verstarb.

## Veröffentlichungen auf DVD/BD
- Aristocats. Walt Disney Meisterwerke. 4:3-Format. Buena Vista Home Entertainment 2001
- Aristocats. Special Collection – Walt Disney Meisterwerke. 4:3-Format. Buena Vista Home Entertainment 2004
- Aristocats. Special Collection – Walt Disney Meisterwerke. 16:9-Format. Buena Vista Home Entertainment 2008
- Aristocats. Special Edition (BD). 16:9-Format. Walt Disney Studios Home Entertainment 2012
- Aristocats. Disney Classics (BD & DVD). 16:9-Format. 2017

## Soundtrack
- George Bruns, Richard M. Sherman, Robert B. Sherman, Floyd Huddleston, Al Rinker, Terry Gilkyson, Heinrich Riethmüller: The Aristocats. Original Motion Picture Soundtrack. Polydor, Hamburg 1994, Tonträger-Nr. 523 250-2 – enthält sowohl die Lieder in der Originalfassung, als auch in der deutschen Version